# Miss Teen Internacional
Miss Teen International (en español: Señorita Adolescente Internacional) es el certamen de belleza internacional para adolescentes más antiguo del mundo, que ha sido celebrado desde 1966.
La actual Miss Teen International es Christine Carbo de Ecuador.

## Historia

### Fundación
El certamen Miss Teen International fue creado por Al Burton, productor de televisión y guionista estadounidense en la década de los años 1960, durante la época dorada de Hollywood y fue transmitido por la cadena de televisión American Broadcasting Company (ABC).

### Los años 1960
La primera edición del certamen Miss Teen International fue celebrada el miércoles 4 de abril de 1966 en Hollywood y fue presentado por Adam West, estrella de la serie de televisión Batman, con apariciones especiales de las actrices Mia Farrow y Barbara Parkins, los actores Vic Morrow y John Astin, los cantantes Robert Goulet, el dúo Sonny & Cher y Miss Teen USA 1965, Susan Henning.

### Los años 1990
Una nueva versión del certamen surgió en 1993 de la mano del costarricense Enrique González, quien también dirigió los certámenes Mr. Costa Rica y Miss Teen Costa Rica. El concurso dejó de estar "americanizado", para tornarse en un concurso de corte latinoamericano .

### Los años 2000
El certamen se celebró en Costa Rica, Guatemala, Aruba, Curacao, Ecuador y Perú bajo la dirección de González, quien dirigió el mismo hasta 2014, donde resultó electa Ailin Adorno, de Paraguay.

## Ganadoras
| Año  | Miss Teen International          | País        | Sede del Evento                       |
| ---- | -------------------------------- | ----------- | ------------------------------------- |
| 1966 | Ewa Aulin                        | Suecia      | Hollywood, California, Estados Unidos |
| 1967 | Alice Alfheim                    | Noruega     | Hollywood, California, Estados Unidos |
| 1968 | Jeanette McLeod                  | Australia   | Hollywood, California, Estados Unidos |
| 1969 | Mary Louise Lewis                | Inglaterra  | Hollywood, California, Estados Unidos |
| 1993 | Sofia Andersson                  | Suecia      | San José, Costa Rica                  |
| 1994 | Ana Carina Góis Homa             | Brasil      | San José, Costa Rica                  |
| 1995 | Kristen Elizabeth Hungerford     | Suecia      | San José, Costa Rica                  |
| 1996 | Karina Renata Cavazzana          | Brasil      | San José, Costa Rica                  |
| 1997 | Katherine González Rivera        | Puerto Rico | San José, Costa Rica                  |
| 1998 | Vanessa Martins Fernandes        | Brasil      | Ciudad de Guatemala, Guatemala        |
| 1999 | Carolina Raven Pérez             | Aruba       | San José, Costa Rica                  |
| 2000 | Ayanette Mary Ann Statia         | Curazao     | Oranjestad, Aruba                     |
| 2001 | Yara Liz Lasanta Santiago        | Puerto Rico | Willemstad, Curacao                   |
| 2002 | Fabriella Quesada Sequeira       | Costa Rica  | San José, Costa Rica                  |
| 2003 | María Teresa Rodríguez           | Costa Rica  | Ibarra, Ecuador                       |
| 2004 | Lauryn Eagle                     | Australia   | San José, Costa Rica                  |
| 2006 | Mayra Matos Pérez                | Puerto Rico | San José, Costa Rica                  |
| 2007 | Jenny Quiroga Bravo              | México      | Lima, Perú                            |
| 2008 | Isabelle Gabriel Sánchez         | Brasil      | San José, Costa Rica                  |
| 2009 | María Nazareth Cascante Madrigal | Costa Rica  | San José, Costa Rica                  |
| 2010 | Lynette Agrela do Nascimento     | Aruba       | San José, Costa Rica                  |
| 2011 | Adriana Paniagua Cabrera         | Nicaragua   | San José, Costa Rica                  |
| 2012 | Valerie Hernández Matías         | Puerto Rico | San José, Costa Rica                  |
| 2013 | Isabella Novaes Menin            | Brasil      | San José, Costa Rica                  |
| 2014 | Ailin Adorno Bottino             | Paraguay    | Guanacaste, Costa Rica                |
| 2014 | Fabiola Ortiz                    | Bolivia     | Guayaquil, Ecuador                    |
| 2015 | Paola Serrano Colón              | Puerto Rico | Guayaquil, Ecuador                    |
| 2016 | Camila Montenegro                | Ecuador     | Ciudad de Panamá, Panamá              |
| 2017 | Tanailyn Medina Santiago         | Puerto Rico | Guayaquil, Ecuador                    |
| 2018 | Julia Hemza                      | Brasil      | Guayaquil, Ecuador                    |
| 2019 | Luciana Begazo Medina            | Perú        | Guayaquil, Ecuador                    |
| 2020 | María Alejandra Royo Díaz        | Panamá      | Ciudad de Panamá, Panamá              |
| 2021 | Aurora Jiménez Villalobos        | México      | Guayaquil, Ecuador                    |
| 2022 | Yulienke Jacobs                  | Sudáfrica   | Guayaquil, Ecuador                    |
| 2023 | Éffora Consoli                   | Brasil      | Guayaquil, Ecuador                    |
| 2024 | Christine Carbo Alvarado         | Ecuador     | Lima, Perú                            |

## Galería
Ganadoras del título Miss Teen International más recientes:

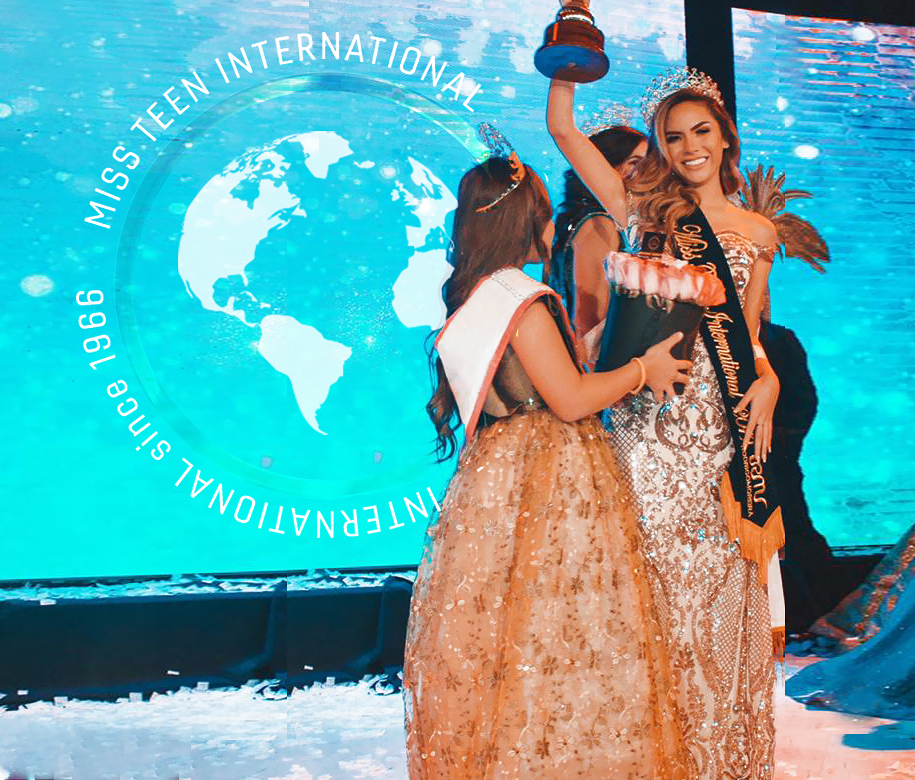
2019 Luciana Begazo PER
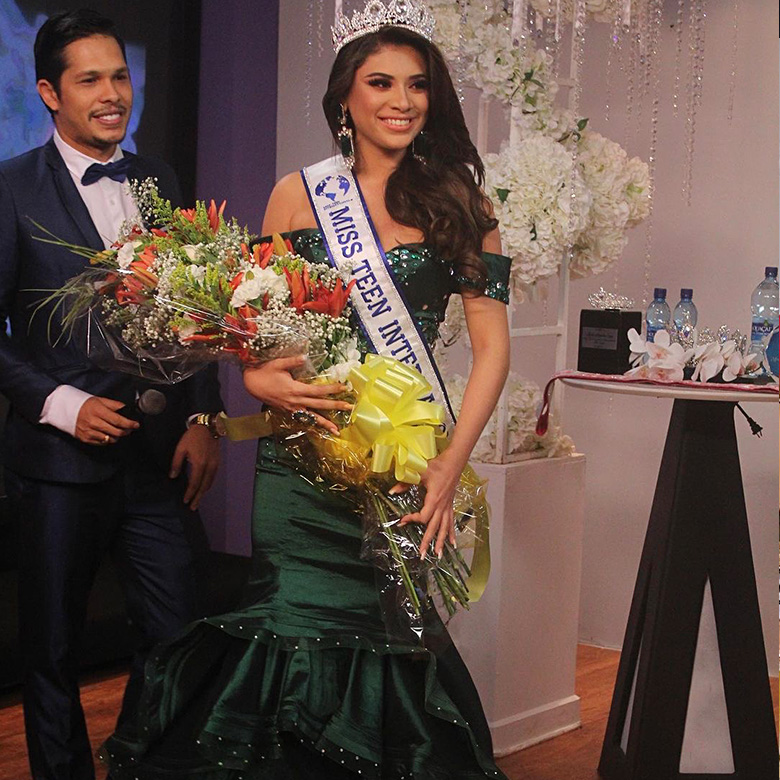
2020 Ma. Alejandra Royo PAN
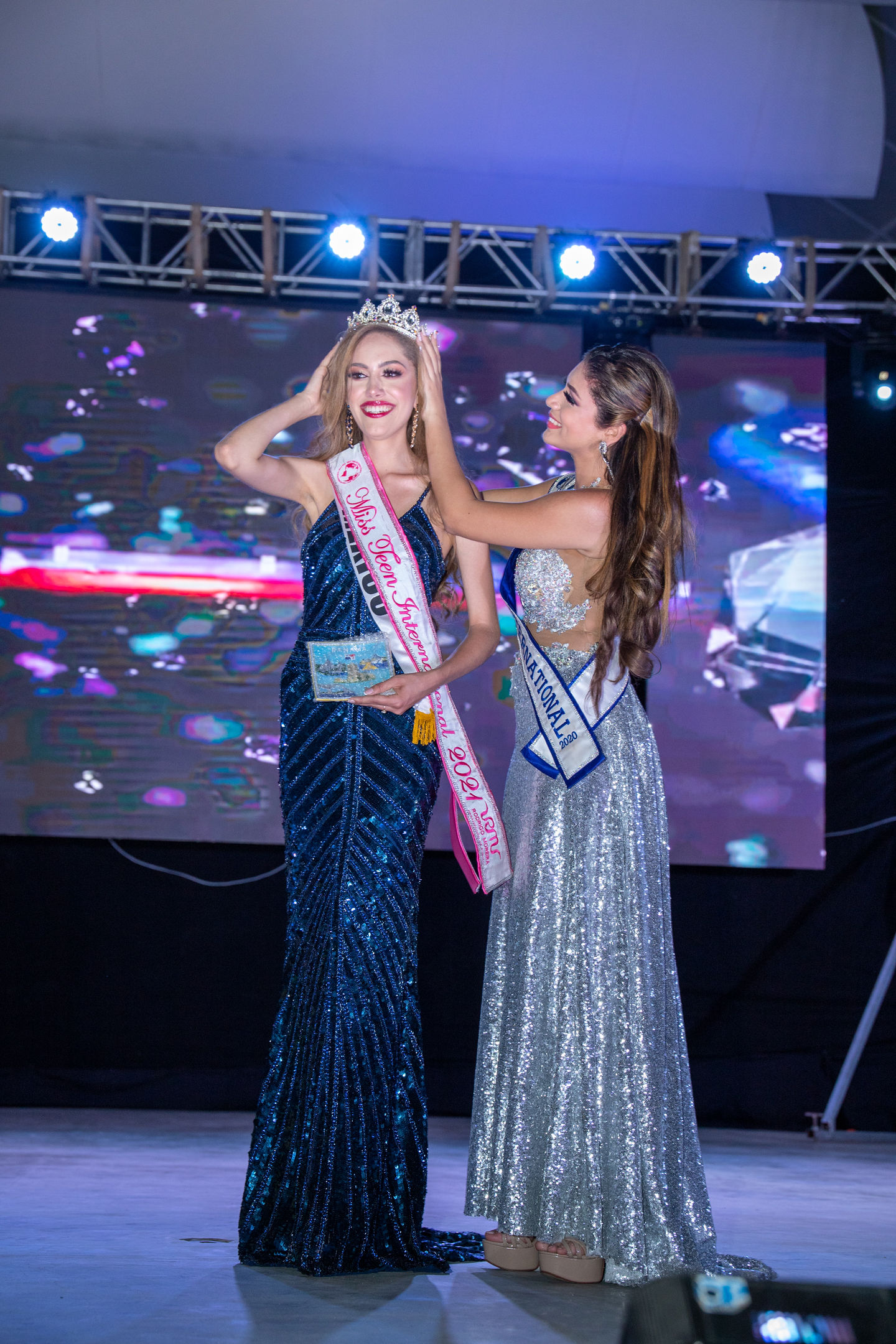
2021 Aurora Villalobos MEX
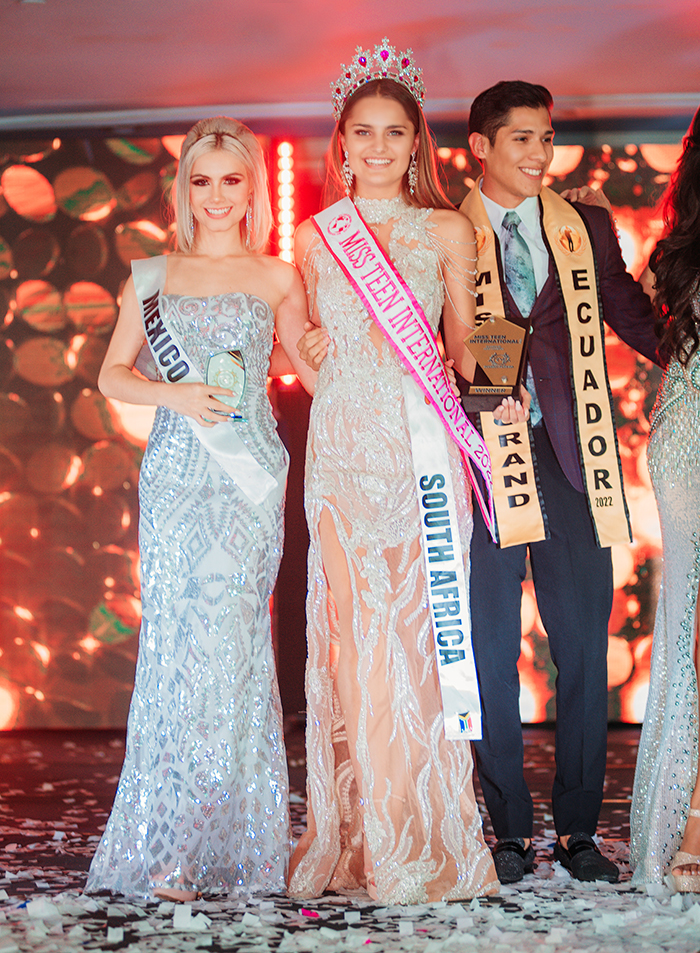
2022 Yulienke Jacobs RSA
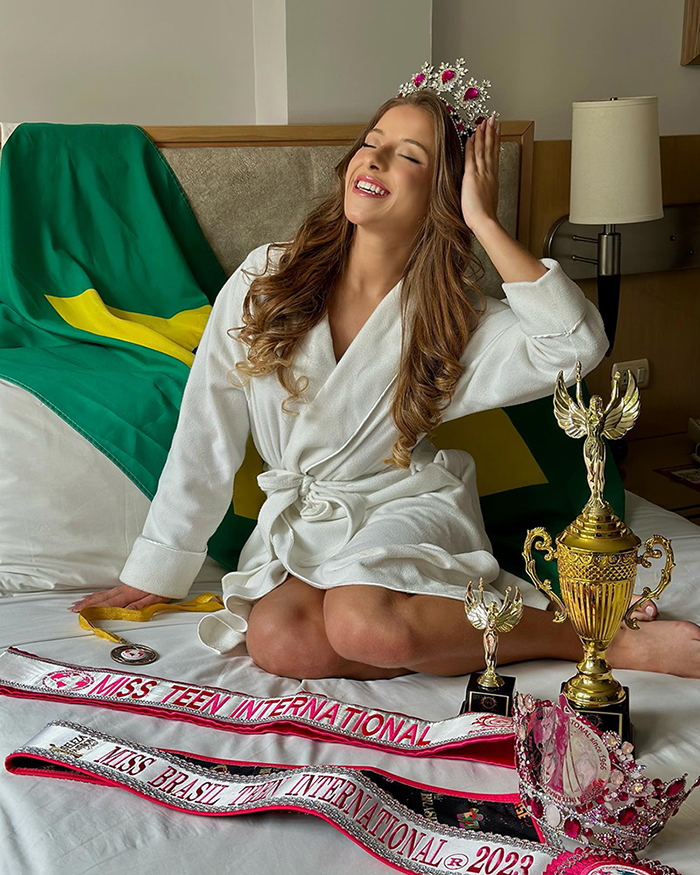
2023 Éffora Consoli BRA

- 2019
Luciana Begazo
 Perú
- 2020
Ma. Alejandra Royo
 Panamá
- 2021
Aurora Villalobos
 México
- 2022
Yulienke Jacobs
 Sudáfrica
- 2023
Éffora Consoli
 Brasil

## Países ganadores
| País        | Títulos | Año(s)                                   |
| ----------- | ------- | ---------------------------------------- |
| Brasil      | 7       | 1994, 1996, 1998, 2008, 2013, 2018, 2023 |
| Puerto Rico | 6       | 1997, 2001, 2006, 2012, 2015, 2017       |
| Suecia      | 3       | 1966, 1993, 1995                         |
| Costa Rica  | 3       | 2002, 2003, 2009                         |
| Australia   | 2       | 1968, 2004                               |
| Aruba       | 2       | 1999, 2010                               |
| México      | 2       | 2007, 2021                               |
| Ecuador     | 2       | 2016, 2024                               |
| Noruega     | 1       | 1967                                     |
| Inglaterra  | 1       | 1969                                     |
| Curazao     | 1       | 2000                                     |
| Nicaragua   | 1       | 2011                                     |
| Paraguay    | 1       | 2014                                     |
| Bolivia     | 1       | 2014                                     |
| Perú        | 1       | 2019                                     |
| Panamá      | 1       | 2020                                     |
| Sudáfrica   | 1       | 2022                                     |

## Concursantes Notables
- Ewa Aulin Miss Teen International 1966, actriz de Hollywood.[27]
- Ana Carina Góis Miss Teen International 1994, representó a Brasil en Miss Internacional 1996, celebrado en Japón.
- Nancy Soto, semifinalista en Miss Teen International 1999, fue  Miss Costa Rica 2004 y top 10 en Miss Universo 2004, en Quito, Ecuador.
- Ayanette Statia Miss Teen International 2000, fue Miss Curazao 2002 y top 20 en Miss Mundo 2002 celebrado en Londres, Reino Unido.
- María Julia Mantilla top 8 en Miss Teen International 2003, ganó el Miss Mundo 2004 en China.[8][10]
- Yara Lasanta Miss Teen International 2001, fue top 16 en Miss Mundo 2010, celebrado en China. Actualmente es una destacada periodista y jefa de Meteorología de Univision 34 en Los Ángeles, Estados Unidos.[28]
- Chelsea Cooley primera finalista en Miss Teen International 2001, fue Miss USA 2005 y top 10 en Miss Universo 2005 en Bangkok, Tailandia.
- Isabella Novaes Menin Miss Teen International 2013[17], ganó el Miss Grand Internacional 2022 en Bogor, Indonesia.[29]
- Camila Montenegro Miss Teen International 2016, es periodista de Univision en Nueva York, Estados Unidos.[30]
- Luren Márquez top 6 en Miss Teen International 2018, presentadora de TV de la cadena Telemundo en Miami, ha participado en el New York Fashion Week,[31] la "alfombra roja" de Latin Billboards, Premios Lo Nuestro[32] y obtuvo el título de primera finalista en Miss Perú 2024.[33]
- Valentina Aguilarte Batson cuarta finalista de Miss Teen International 2018, es Miss Grand Venezuela 2025.[34][35][36]